# وزارة المالية والتنمية الاقتصادية (كيريباتي)
وزارة المالية والتنمية الاقتصادية هي وزارة حكومية في كيريباتي، ومقرها في جنوب تاراوا.

## التنظيم
الوزير مسؤول عن:
- تطوير السياسة المالية والاقتصادية
- الاستثمارات الحكومية
- الإيرادات والنفقات الحكومية
- أمانة لجنة التنمية الاقتصادية
- استراتيجية التنمية الوطنية
- تخطيط التنمية وإدارة المساعدات
- الخدمات المالية والمحاسبية الحكومية
- التدقيق الداخلي
- الجمارك
- تحصيل الضرائب
- مراقبة الصرف
- الإحصاءات الحكومية والتعداد الوطني
- الخدمات المصرفية (بما في ذلك بنك كيريباتي وبنك التنمية في كيريباتي. البنك الدولي وصندوق النقد الدولي. بنك التنمية الآسيوي ووكالات المعونة غير الحكومية الأخرى)
- شركة كيريباتي للتأمين
- إدارة الالتزامات الحكومية (القروض والضمانات)
- قانون المشتريات

## الوزراء
- تيواو أويرا (1979-1983)
- بوانريكي بوانريكي (1983-1987)
- تياتاو تياناكي (1987-1991)
- تاوماتي يوتا (1991-1994)
- بنيامينا تنقا (1994-2003)[3]
- نابوتي مويموينيكاراوا (2003-2007)
- ناتان تيوي (2007-2011)
- توم مردوخ (2011-2016)
- تيويا تواتو, (2016–)[4]

## روابط خارجية
- موقع الوزارة الرسمي